# Підкупняк Надія Павлівна
Надія Павлівна Підкупняк (нар. 13 квітня 1944, село Антонівка, тепер Теплицького району Вінницької області) — українська радянська діячка, доярка колгоспу «Росія» Теплицького району Вінницької області. Депутат Верховної Ради УРСР 10—11-го скликань.

## Біографія
Освіта середня.
З 1959 року — доярка колгоспу «Росія» (центральна садиба в селі Соболівка) Теплицького району Вінницької області.
Потім — на пенсії в селі Антонівка Теплицького району Вінницької області.

## Нагороди
- ордени
- медалі